# Cédric Cordey
Cédric Cordey (4 gennaio 1996) è un giocatore di football americano e allenatore di football americano svizzero che ha giocato nel ruolo di defensive back.